# Laugahraun
La Laugahraun, toponyme islandais signifiant littéralement en français « la coulée de lave des sources chaudes », est une coulée de lave d'Islande située dans le Landmannalaugar. Elle débute sur le flanc de la Brennisteinsalda et s'étale à ses pieds en barrant la petite vallée de Vondugiljaaurar, obligeant le torrent de Námskvísl à s'écouler contre la Suðúrnamur. Elle est traversée par plusieurs sentiers de randonnée très fréquentés dont la Laugavegur. Sur son flanc oriental se trouvent des sources chaudes qui lui ont donné son nom dont une est aménagée en piscine chaude naturelle.

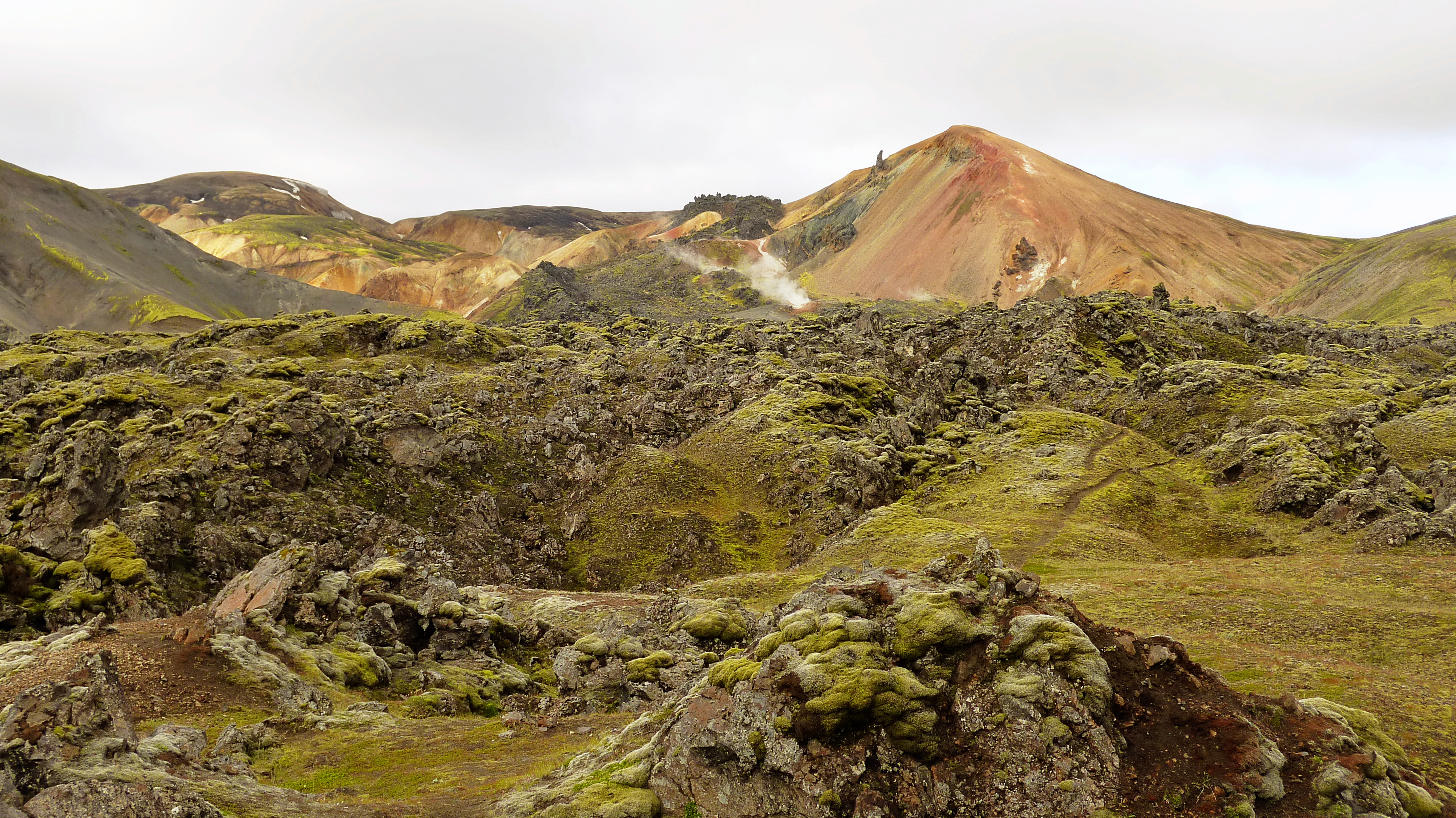
Vue de la Brennisteinsalda d'où débute la Laugahraun sur le milieu de son flanc au-dessus des fumerolles.

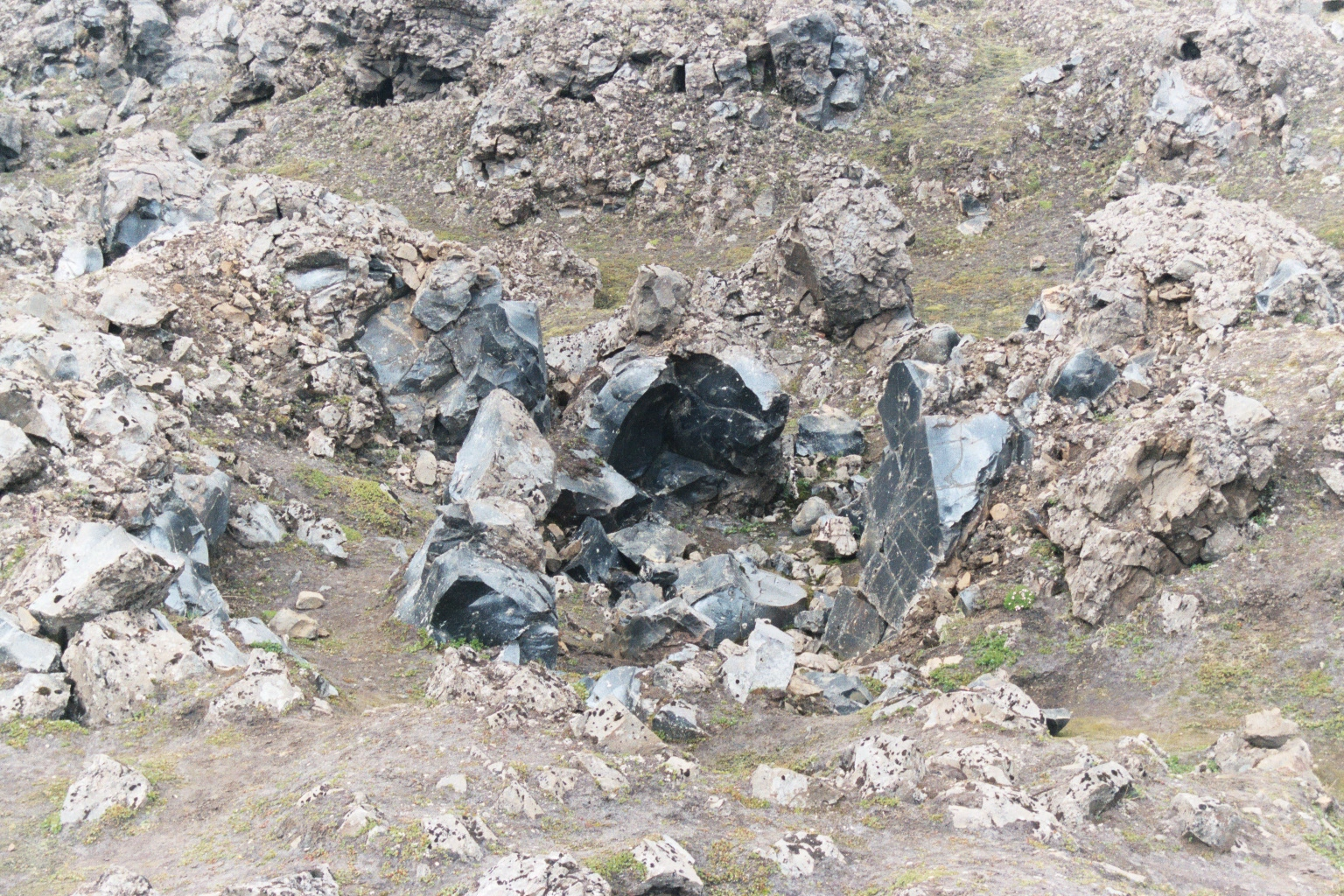
Détail de la surface de la Laugahraun présentant son obsidienne recolonisée par la végétation.

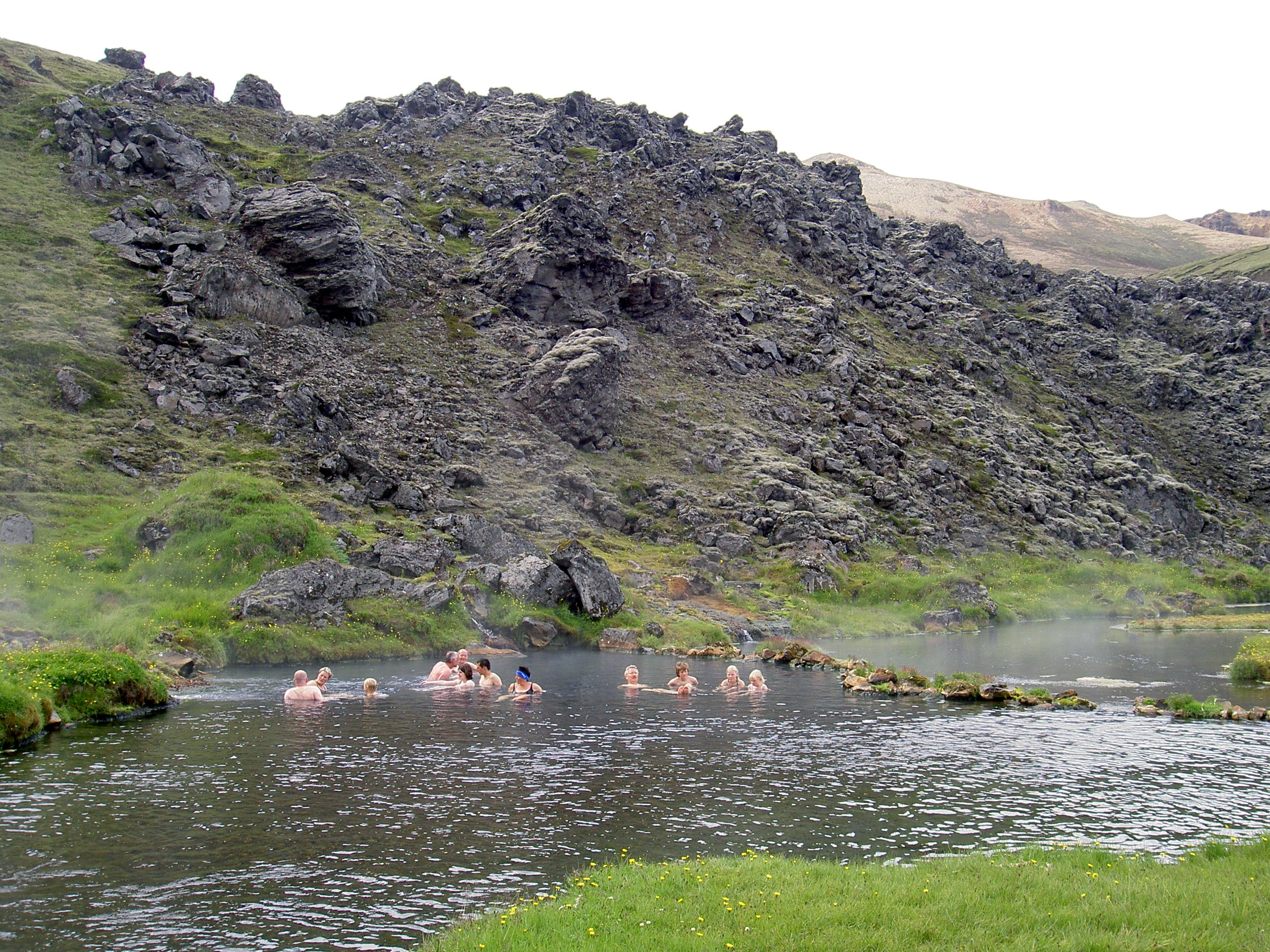
Vue de la source chaude aménagée en piscine naturelle au pied de la Laugahraun.